# Janot (opéra-comique)
Pour l’article homonyme, voir Janot.
Janot est un opéra-comique en trois actes composé par Charles Lecocq à partir d'un livret d'Henri Meilhac et Ludovic Halévy joué pour la première fois au théâtre Renaissance à Paris le 22 janvier 1881,.
A sa création, la pièce est jouée 49 fois consécutives à Paris.

## Distribution lors de la création à Paris
| Rôle          | Voix | Distribution lors de la première |
| ------------- | ---- | -------------------------------- |
| Janot         |      | Mlle Jeanne Granier              |
| Chateauminet  |      | M. Jolly                         |
| Latignasse    |      | M. Vautheir                      |
| Florval       |      | M. Lary                          |
| Montcarville  |      | M. Jeannin                       |
| Belphégor     |      | M. Libert                        |
| Brindavoine   |      | M. Deberg                        |
| Lantimèche    |      | M. Perrenot                      |
| Père Grégoire |      | M. Williams                      |
| Alexina       |      | Mlle Desclauzas                  |
| Suzon         |      | Mlle Rouvroy                     |
| Palmyre       |      | Mme Belliard                     |
| Héloïse       |      | Mlle Rouvroy                     |
| Laure         |      | Mlle Lydie Borel                 |
| Clara         |      | Mlle Ducouret                    |
| Rose          |      | Mlle Panseron                    |
| Juliette      |      | Mlle Doriani                     |
| Alphonsine    |      | Mlle Davenay                     |
| Mariette      |      | Mlle Roger                       |
| Albertine     |      | Mlle Boulard                     |
| Un dompteur   |      | M. Crambade                      |
| Un géant      |      | M. Schamyl                       |

## Synopsis
L’action se passe à Paris, en 1821,.
Janot est un petit paysan de La Ferté-sous-Jouarre, venu retrouver sa bonne amie, la petite Suzon qui est modiste à Paris. C’est par occasion qu’il s’est fait saltimbanque, mais le métier lui plaît à tel point qu’il le regrette, lorsque Suzon a fait de lui un garçon de course.
Janot gagne le gros lot à loterie. Il se fait à présent appeler marquis de la Jeanottière et dédaigne Suzon. Par dépit, cette dernière ravit un instant Châteauminet à Mme Alexina, danseuse de l’Opéra. Finalement, Janot et Suzon se réconcilient et retournent vivre simplement dans leur village, 

## Numéros

### Acte I
- Introduction : "Prenez, prenez tous vos billets !"
- Ensembles des grisettes et des jeunes gens : "Avec nos fraîches toilettes"
- Couplet d’Alexina : "C’est moi, me voila !"
- Sortie : "Prenez, prenez tous vos billets !"
- Stances de Chateauminet : "Chateauminet ! Chateauminet !"
- Couplets de Suzon : "Allez, pendant une heure ou deux"
- Chœur : "V’là Latignasse et v’la Janot"
- Couplets des marchands de chansons : "J’en ai d’différents caractères"
- Chanson des rats : "On compt’ra les éloil’s des cieux"
- Sortie : "Non, jamais, jamais on n’compt’ra"
- Duo du trottin : "ça n’te va pas"
- Couplets de Janot : "C’est qu’tu n’as pas une âm’ d’artiste"
- Duo des souvenirs : "Ah ! c’est l’espérance"
- Chœur : "Ah ! Qué malheur !"
- Scène : " Comment ! Janot s’en va ?"
- Marche et choeur des monstres : "Adieu Janot et Latignasse"
- Adieux de Janot : "Adieu, monstres et phénomènes"
- Le dernier boniment : "Prenez, prenez tous vos billets !"

### Acte II
- Entracte
- Introduction : "Le plus amusant de tous les pass’temps"
- Ensemble des modistes : "Nous vendons chapeaux et dentelles"
- Madrigal : "C’est un boucher, première manière"
- Rondeau pot-pourri de Michel et Christine : "Stanislas, soldat polonais"
- Sortie : "Sans murmurer, le soleil, la poussière"
- Couplet de la bosse du bossu : "Dès qu’j’ai poussé l’cri magique"
- Sortie : "Ils venl’nt tous frotter la bosse"
- Morceau d’ensemble : "Nous sommes là huit demoiselles"
- Revue des chapeaux : "ça, c’est l’chapeau cabriolet"
- Rondeau-valse : "C’est si gentil, les p’tit’s femmes"
- Couplets-duetto : "Je veux des chapeaux, des dentelles"
- Chœur : "Ous’qu’il est, l’heureux mortel"
- Entrée des tambours : "Tapant là-d’sus comme des sourds"
- Scène : "Mad’moisell’ Suzon, s’il vous plaît ?"
- Strette: "Nous dînerons, nous souperons."

### Acte III
- Entracte
- Introduction, chœur des solliciteurs : "Messieurs les valets"
- Couplets de l’intendant : "Vous verrez, du moins je l’espère"
- Sortie: "Nous avons-t’y ri, nous avons-t’y bu !"
- Couplet du dépit : "Elle peut bien, la pauvrette"
- Duo : pour de rire et pour de bon : "Aimons-nous donc pour de rire"
- Chœur des invités : "Nous venons chez M. Janot"
- Romance : "Rien n’est si beau que ma Sophie"
- Sortie : "Nous venons chez M. Janot"
- Ensemble : "Qu’est-c’ qui va s’passer ?"
- Sortie : "Prenez, prenez tous vos billets !"
- Chanson du marchand de singes : "Un marchand d’sing’s, arrivant"
- Couplets de la parade : "Bats la caisse, mon camarade"
- Couplet final : "On compt’ra les imperfections"

## Critiques
La critique juge que le livret se rapproche de La Princesse de Trébizonde et que MM. Meilhac et Halévy, souvent plus inspirés, étaient apparemment « fatigués » au moment d’écrire cette œuvre. Sur la musique, de nombreux morceaux sont appréciés, mais on déplore l’abus de grosse caisse. Par contre, les décors, les costumes et la performance des artistes sont bien notés. La pièce ne reste à l’affiche que quelques semaines.